# Katarzyna Rzewuska
Katarzyna z Rzewuskich Radziwiłłowa, także Catherine Kolb-Danvin (ur. 30 marca 1858 w Petersburgu, zm. 12 maja 1941 w Nowym Jorku) – polska publicystka, pamiętnikarka i powieściopisarka. Wydała wiele książek, w tym pod pseudonimem hrabia Paul Vasili zbiory listów opisujących wyższe sfery Berlina, Wiednia, Londynu, Petersburga, Madrytu, Rzymu i Paryża. Po rozstaniu z mężem księciem Wilhelmem Radziwiłłem, z którym miała pięcioro dzieci, księżna uległa fascynacji brytyjskim politykiem Cecilem Rhodesem, a następnie wyszła za mąż za inżyniera Karla Kolb-Danvina.
Często zmieniała miejsce zamieszkania, podróżując po stolicach Europy, docierając do Kapsztadu, a na koniec osiedlając się w Nowym Jorku. Znana była z czarującej osobowości, inteligencji, dużej kultury i wiedzy, daru obserwacji, dobrej pamięci, łatwości pisania i trafiania w gust czytelników, ale także z ostrego języka i awanturnictwa politycznego.

## Życiorys

### Dzieciństwo

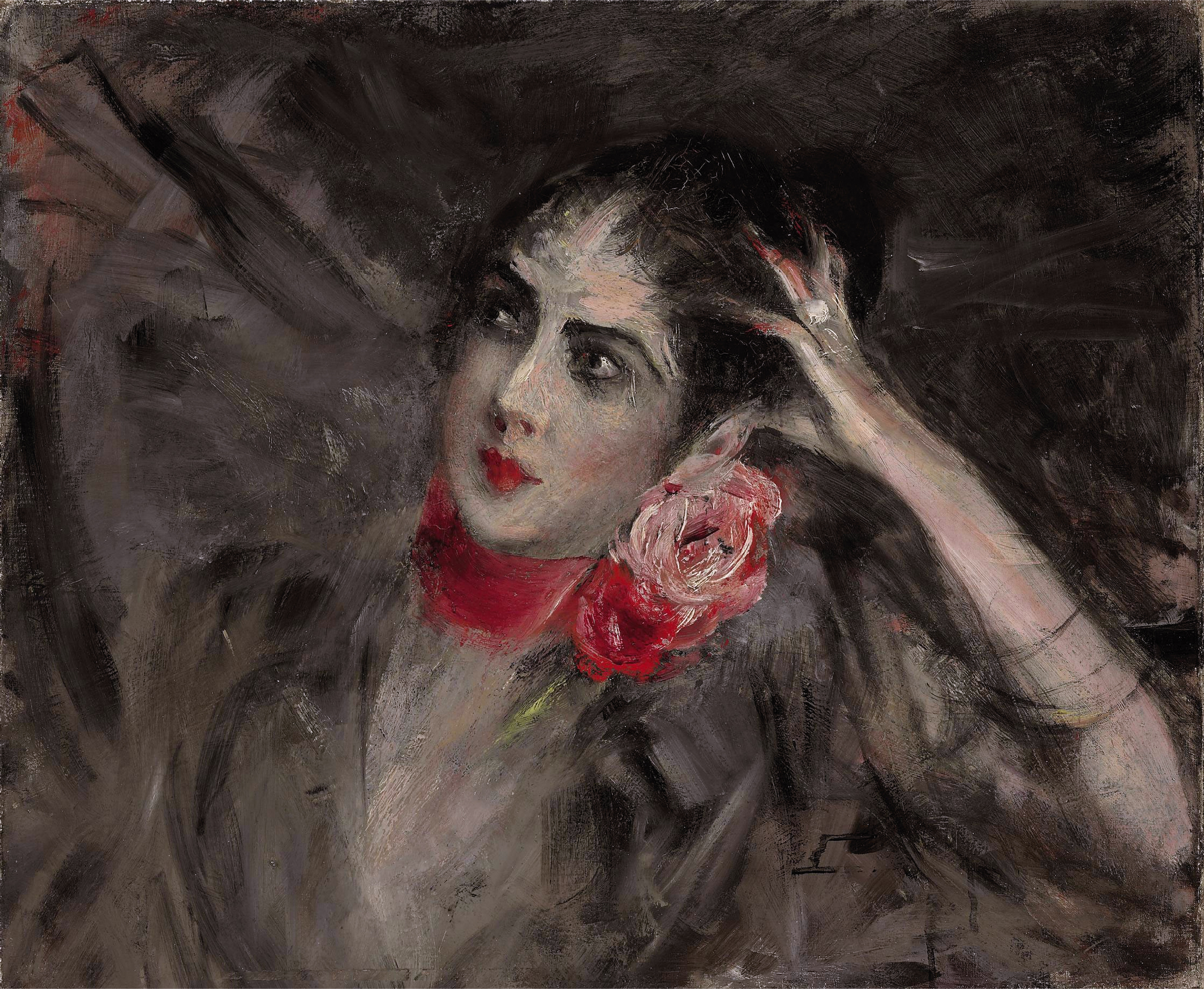
Portret księżnej Katarzyny Radziwiłłowej autorstwa Boldiniego

Była córką hrabiego Adama Rzewuskiego, oficera kawalerii w armii carskiej i jego żony Anny, córki carskiego ministra sprawiedliwości Dmitrija Daszkowa. Była siostrą Stanisława, powieściopisarza oraz dramaturga. Jej matka zmarła niedługo po porodzie, a ojciec ożenił się ponownie (z Jadwigą z Jaczewskich), zaś Katarzyna przebywała w majątku Rzewuskich Pohrebyszcze oraz w Petersburgu. Wiele w dzieciństwie podróżowała, była m.in. w Austrii i w Paryżu, gdzie opiekowały się nią siostry ojca – Ewelina Hańska (wdowa po Balzaku) i Karolina Sobańska. Poznała dzięki nim paryską elitę artystyczną, dziennikarską, polityczną i naukową.

### Ślub z księciem Wilhelmem Radziwiłłem
Na życzenie ojca 26 października 1873, w wieku 15 lat, poślubiła w Wierzchowni księcia Wilhelma Adama Karola Radziwiłła, syna Wilhelma, 28-letniego oficera zatrudnionego w dyplomacji pruskiej. Po ślubie przeprowadziła się do Berlina, gdzie mieszkała z rodziną męża i poznawała niemieckie sfery arystokratyczne i rządowe, choć kłopoty sprawiała jej nieznajomość niemieckiego. Towarzyszyła Wilhelmowi w zagranicznych podróżach, dzięki czemu poznała sfery artystyczne, polityczne i dziennikarskie wielu miast Europy (Petersburga, Warszawy, Wiednia, Londynu czy Konstantynopola), brała nawet udział w rozmowach z takimi mężami stanu jak kanclerz Otto von Bismarck.

### Publikacja listów o wyższych sferach pod pseudonimem hrabia Paul Vasili
W sierpniu 1883, pod pseudonimem hrabia (fr. comte, ang. count) Paul Vasili, rozpoczęła w czasopiśmie „La Nouvelle Revue” (wydawanym przez Juliette Adam) publikację listów o świecie berlińskiej arystokracji i niemieckim cesarzu, Wilhelmie II, w których widoczne były sympatia dla Francji i niechęć do Prus. Ujawniono w nich wiele informacji o życiu dworu, polityków i osób związanych z wyższymi sferami. Opisano liczne romanse, a także koterie polityczne i finansowe. Rzekomy dyplomata rosyjski, hrabia Paul Vasili, kierował te listy jakoby do młodego francuskiego przyjaciela, który objął jako nowicjusz dyplomatyczne stanowisko w Berlinie. W połowie 1884 ukazało się wydanie listów La Société de Berlin par Comte Paul Vasili, a już w 1885 wyszły dwa wydania w języku angielskim (wydanie niemieckie ukazało się dopiero w 1895). Władze niemieckie w obliczu skandalu wywołanego publikacją poszukiwały winnego, a podejrzenie padło na Francuza Augusta Gerarda, którego wydalono z Berlina. Tymczasem księżna Radziwiłłowa, zachęcona sukcesem, w latach 1885–1887 publikowała za pośrednictwem „La Nouvelle Revue”, nadal pod pseudonimem Paul Vasili, kolejne zbiorcze wydania listów, opisujących wyższe sfery Wiednia, Londynu, Petersburga, Madrytu i Rzymu. Informacje były podawane z dużą znajomością tematu i dotyczyły podobnych zagadnień co w pierwszej publikacji. Próbowano dociec, kto jest rzeczywistym autorem tych listów, ale zagadka ostatecznie została rozwiązana dopiero w 1918, gdy Katarzyna przyznała się do autorstwa w książce Confessions of the Czarina.

### Separacja z mężem
W 1887 opuściła Prusy, po tym jak przestano ją przyjmować na cesarskim dworze (zapewne domyślano się jej udziału w publikacji listów). Udała się z mężem do Egiptu, a następnie do Petersburga, gdzie brała udział w życiu politycznym i towarzyskim. W 1896 jej początkowo wysoka pozycja na rosyjskim dworze zachwiała się z powodu kontaktów z dyplomatami angielskimi i poglądami proangielskimi. Książę Wilhelm Radziwiłł, który został pozbawiony stanowiska na dworze pruskim, a nie zyskał większych wpływów na dworze rosyjskim, zażądał separacji. Odtąd przebywał głównie w Berlinie i Wiedniu, ich czworo dzieci (córki Ludwika i Gabriela oraz synowie Mikołaj i Michał) także w Wiedniu. Ich córka Wanda mieszkała z mężem Gebhardem Blücherem von Wahlstatt, którego poślubiła w 1895, natomiast księżna Radziwiłłowa udała się do Londynu.

### Fascynacja Cecilem Rhodesem

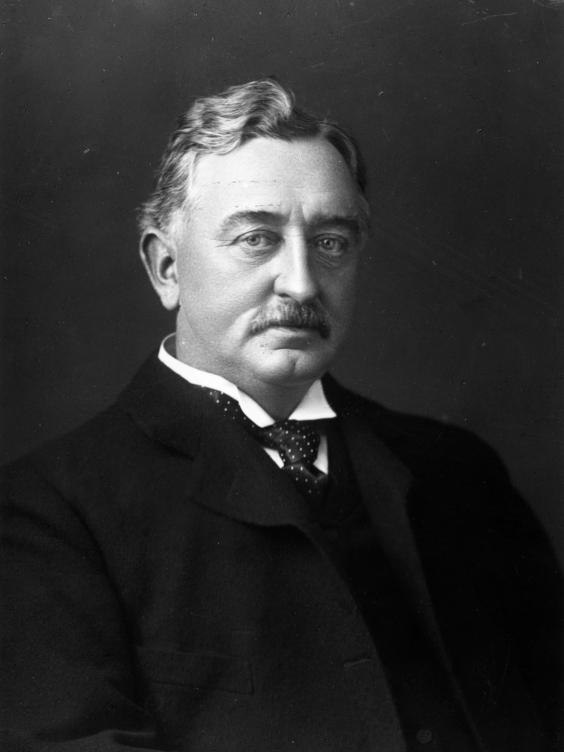
Finansista i polityk Cecil Rhodes (ok. 1900)

W kwietniu 1896 poznała w Londynie przedsiębiorcę i polityka Cecila Rhodesa, byłego premiera rządu Kolonii Przylądkowej, który stał się obiektem jej szczególnego zainteresowania przez następne lata. Pisała do niego listy, które pozostawały bez odpowiedzi. W 1899 niezrażona tym księżna udała się w rejs statkiem, którym Rhodes wracał do Afryki Południowej i pozyskała jego zaufanie. Rhodes zaprosił ją do swojej posiadłości Groote Schuur. Kiedy jednak po Kapsztadzie zaczęły krążyć plotki o ich projektowanym małżeństwie, opóźnianym jedynie przez brak rozwodu z księciem Radziwiłłem, oraz o współpracy Katarzyny z agentami rządów rosyjskiego i pruskiego, angielski magnat zerwał stosunki z Radziwiłłową, a ta powróciła w marcu 1900 do Londynu. Opublikowała tam sensacyjne artykuły o Afryce Południowej oraz książkę The Resurrection of Peter. A Reply to Olive Schreiner. W 1901, wraz z synem Mikołajem, udała się ponownie do Kapsztadu, aby pogodzić się z Rhodesem i założyła pismo „Greater Britain” (o poglądach bliskich Rhodesowi), do którego też sama pisała. Jako że pismo nie przynosiło dochodów i wkrótce upadło, a jej oszczędności skończyły się, zaczęła posługiwać się czekami z podrobionym podpisem Rhodesa. 26 marca 1902 zmarł Rhodes, a dzień później Radziwiłłowa została skazana na dwa lata więzienia za posługiwanie się sfałszowanymi czekami.

### Nowe utwory w czasie małżeństwa z Karlem Kolb-Danvinem
Po odbyciu 16 miesięcy kary została zwolniona z więzienia i w 1903 powróciła do Europy. W 1904 wydała pamiętniki (My Recollections). W 1906 rozwiodła się z księciem Radziwiłłem, a jej dzieci i większość rodziny odwróciła się od niej. 13 lipca 1909 w Londynie wyszła za mąż za inżyniera i przedsiębiorcę niemiecko-francuskiego pochodzenia, Karla Emile’a Kolb-Danvina, brata pisarki Annette Kolb. Począwszy od 1913 zaczęły ukazywać się jej nowe książki pisane po angielsku – jako pierwszy bestseller Behind the Veil at the Russian Court, poświęcony sekretom ostatnich Romanowów, w tym postaci Rasputina. Katarzyna w wyniku tej publikacji utraciła możliwość mieszkania w Rosji. W 1914 małżonkowie zamieszkali w Sztokholmie. W okresie I wojny światowej ukazywały się kolejne jej publikacje dotyczące wyższych sfer, w tym The Royal Marriage Market of Europe (1915), The Austrian Court From Within (1916), Sovereigns and Statesmen of Europe (1916), The Black Dwarf of Vienna, and other weird stories (1916) i Germany under Three Emperors (1917).

### Pobyt w Nowym Jorku
W kwietniu 1917 przybyła do Nowego Jorku, gdzie została już na stałe. W 1921 wyjawiła amerykańskiej prasie, że antysemicka publikacja Protokoły mędrców Syjonu została opracowana w latach 1904–1905 przez Matwieja Gołowińskiego i Iwana Manasewicza-Manujłowa na polecenie Piotra Raczkowskiego, szefa agentów Ochrany w Paryżu.
Po rozwodzie w 1922 z Kolb-Danvinem znalazła się w trudnej sytuacji. Zamieszkała w nowojorskich slumsach, nie posiadając majątku i przyjaciół. Opanowała jednak amerykańską odmianę angielskiego i utrzymywała się z pisania, publikując kolejne książki oraz artykuły do czasopism. Zmarła w Nowym Jorku na zawał serca w wieku 83 lat.

## Twórczość
Księżna Katarzyna Radziwiłłowa (Princess Catherine Radziwill) w katalogach bibliotek figuruje także pod pseudonimami Count (Comte) Paul Vasili (spotykane warianty pisowni Vassili i Vassily) oraz Hildegarde Ebenthal, jak również jako Catherine Kolb-Danvin, Catherine Kolb, Catherine Danvin, Mme. Charles Danvin:
[PV] – pozycja wydana pod pseudonimem hrabia Paul Vasili, [HE] – pozycja wydana pod pseudonimem Hildegarde Ebenthal
- La Société de Berlin: augmenté de lettres inédites (1884) [PV]
- La Société de Vienne: augmenté de lettres inédites (1885) [PV]
- La Société de Londres: augmenté de lettres inédites (1885) [PV]
- La Société de Saint-Pétersbourg: augmenté de lettres inédites (1886) [PV]
- La Société de Madrid (1886) [PV]
- La Société de Rome (1887) [PV]
- La Sainté Russie: la cour, l’armée, le clerge, la bourgeoisie et le peuple (1890) [PV]
- Society in Paris: a series of letters from Count Paul Vasili to a young French diplomat (1890) [PV]
- The Resurrection of Peter. A Reply to Olive Schreiner (1900)
- My Recollections (1904)
- Behind the Veil at the Russian Court (1913) [PV]
- France from Behind the Veil: The Fifty Years of Social and Political Life (1914) [PV]
- Memories of Forty Years (1914)
- The Royal Marriage Market of Europe (1915)
- Furstinnor i Röda Korsets tecken (1916)
- The Austrian Court From Within (1916)
- Sovereigns and Statesmen of Europe (1916)
- Because it was Written (1916)
- The Black Dwarf of Vienna, and other weird stories (1916)
- Red Cross (1917)
- Germany under Three Emperors (1917)
- The Tragedy of a Throne (1917) [HE]
- Cecil Rhodes, Man and Empire-maker (1918)
- Russia’s Decline and Fall: The Secret History of a Great Debacle (1918)
- Confessions of the Czarina (1918) [PV]
- Rasputin and the Russian Revolution (1918)
- The Disillusions of a Crown Princess: Being the Story of the Courtship and Married Life of Cecile, ex-Crown Princess of Germany (1919) [PV]
- The Firebrand of Bolshevism: The True Story of the Bolsheviki and the Forces That Directed Them (1919)
- Secrets of Dethroned Royalty (1920)
- Those I Remember (1924)
- They Knew the Washingtons: Letters from a French Soldier with Lafayette and from his Family in Virginia, translated by Princess Radziwill (1926) [przypuszczalnie autorstwa Radziwiłłowej]
- The Intimate Life of the Last Tzarina (1928)
- Child of Pity: The Little Prince Rides Away (1930)
- Nicholas II: The Last of the Tsars (1931)
- The Taint of the Romanovs (1931)
- It Really Happened: An Autobiography by Princess Catherine Radziwill (1932)
- The Empress Frederick (1934)